# パディントン2
『パディントン2』（原題：Paddington 2）は、2017年制作のイギリス・フランスのファンタジー映画。マイケル・ボンド原作の児童文学『くまのパディントン』を基にした映画『パディントン』の続編。

## あらすじ
パディントンはロンドンのウィンザー・ガーデンにブラウン家の家族と一緒に住んでいる。パディントンは色々な意味で人々の心の支えになっており、地域の人たちから好かれるようになっていた。
パディントンはサミュエル・グルーバーのアンティークショップで見つけた、ロンドンの街を描いた飛び出す絵本を買おうと考えた。昔からロンドンを見たいと思っていたルーシー叔母さんへの100歳の誕生日のプレゼントにしたかったのである。それでパディントンは窓ふきをして絵本を買う金を貯めることにした。
次の日には絵本を買うだけの金が手に入るというその夜に、ひげを生やした泥棒がその絵本を店から盗むのをパディントンは目撃した。泥棒を追いかけたのだが逃げられてしまい、逆にパディントンが盗んだとして告発されてしまう。グルーバー氏はパディントンが盗んだとは思っていなかったが、パディントンの言う泥棒がいた証拠が見つからなかった。結局パディントンは不当に罪を認めさせられて、懲役刑に課せられた。
一方、泥棒は家に帰ると変装を解いたのだが、彼はブラウン家の向かいに住んでいる俳優のフェニックス・ブキャナンであった。移動遊園地のオープニングセレモニーが数日前にあり、そこでブキャナンはパディントンから飛び出す絵本の話を聞いたのである。それは、実はブキャナンがもう見つからないと思っていた絵本だった。
監獄では、パディントンは多くの囚人たちとすぐに友達関係になることができた。その中には気の短いことで恐れられていた料理人のナックルズも含まれていた。ナックルズはパディントンのマーマレードサンドに感心し、パディントンを自分の助手にした。
同じころ、ブラウン一家はパディントンの汚名をそそごうと活動していた。ブキャナンは飛び出す絵本の示す場所に、ブキャナンの祖父の隠した財宝のありかを示す手がかりを探していた。実は、その昔、ブキャナンの祖父は、サーカスの女性人気軽業師を殺してその財産を横取りしようとしたのである。ところが見つけたのは飛びたす絵本だけだった。
ブキャナンが怪しいと目星をつけたブラウン一家は、ブキャナンを外に誘い出し、そのすきにマリー(ブラウン家の主婦)がブキャナンの家に忍び込んだ。絵本そのものは見つからなかったものの、屋根裏の隠し部屋を見つけ、そこにはパディントンの見た泥棒の衣装などがあった。
ブキャナンの追及に夢中になっていたブラウン一家はパディントンの面会時間を忘れてしまっていた。それをブラウン一家に見捨てられたと勘違いしたパディントンは失望し、ナックルズら囚人仲間の誘いに乗って脱獄することにした。ナックルズらはパディントンの汚名をはらす手伝いするといって脱獄に誘ったのだが、脱獄に成功すると飛行機でそのまま国外に逃亡すると言い出した。パディントンは一人でロンドンに残ることにした。
パディントンは別れのあいさつにブラウン家に電話したのだが、その時にブラウン一家がブキャナンを犯人として特定したことを知る。財宝が隠されていると目される移動遊園地が、パディントン駅から列車で出発することから、パディントン駅でブラウン一家と会う約束をする。
ブキャナンもまた移動遊園地を乗せた列車に乗り込んでいた。パディントンもその列車に乗り込むことに成功し、ブキャナンが飛び出す絵本の示す手がかりを基にして財宝の箱を開けるところを見た。その後ブラウン一家の助けもあり、絵本を取り戻し、ブキャナンも捕らえることができたのだが、パディントンの乗っている貨車が川に落ちて沈んでしまう。助けあぐねているところへ、囚人仲間のナックルズらがやってきてパディントンを助け出すことができた。ナックルズらはパディントンを置いて逃げる気になれなかったのである。
パディントンは無罪となったが、3日間意識不明になり、ルーシー叔母さんの誕生日の朝にやっと目を覚ました。ルーシー叔母さんに飛び出す絵本を送ることができなかったことを大変に悔やむパディントンであったが、絵本を送る代わりにブラウン一家と近所の住人たちはルーシー叔母さんをロンドンに招待したのだった。
その後、ナックルズは出所後にサンドイッチ屋を開店し、店は繁盛する。ブキャナンは10年の刑で刑務所に入り、そこで看守・囚人とともミュージカルを行う。

## 登場人物

### クマ
パディントン
声 - ベン・ウィショー、日本語吹替 - 松坂桃李
ブラウン一家と暮らすクマ。ブラウン一家を素晴らしいと認めている。地元の人気者。100歳を迎えるルーシー叔母さんへ飛び出す絵本を買うために働くが悪戦苦闘する。さらには冤罪で刑務所に入れられる。
ルーシー叔母さん
声 - イメルダ・スタウントン、日本語吹替 - 堀越真己
パディントンの叔母。100歳を迎える。
パストゥーゾ叔父さん
声 - マイケル・ガンボン、日本語吹替 - 宝亀克寿
パディントンの叔父。故人。

### ブラウン一家
ヘンリー・ブラウン
演 - ヒュー・ボネヴィル、日本語吹替 - 古田新太
ブラウン家の大黒柱。メアリーの夫で、ジュディとジョナサンの父。リスク管理の仕事をしている。自分の老いを自覚し、健康食に凝ったり、チャクラ体操を始めたりしている。
メアリー・ブラウン
演 - サリー・ホーキンス、日本語吹替 - 石塚理恵
ヘンリーの妻で、ジュディとジョナサンの母。冒険物語の挿絵画家。フランスまで泳ぐ練習を日課にしている。
ジュディ・ブラウン
演 - マデリン・ハリス、日本語吹替 - 三戸なつめ
ブラウン家の長女で、ジョナサンの姉。学校で古い印刷機を見つけ、女子だけの新聞を作ることに没頭している。前作で付き合っていたトニーとは別れた。
ジョナサン・ブラウン
演 - サミュエル・ジョスリン、日本語吹替 - 西田光貴
ブラウン家の長男で、ジュディの弟。中学生で学校では「Jドッグ」と呼ばれている。休日にSLの模型をずっといじるほどのSL好きだが、ダサいという理由で公にはしていない。
バード夫人
演 - ジュリー・ウォルターズ、日本語吹替 - 定岡小百合
ブラウン家の親戚。住み込みの家政婦。

### ブラウン一家の隣人・知人
フェニックス・ブキャナン
演 - ヒュー・グラント、日本語吹替 - 斎藤工
ブラウン家の近所に住むウエストエンドの舞台で活躍した俳優。今は落ち目で、ドッグフードのCMにしか出演していない。ナルシスト。祖父が隠した財宝の手がかりが載っている飛び出す絵本を手に入れようと様々な姿に変装し、パディントンと激しく敵対する。
カリー氏
演 - ピーター・カパルディ、日本語吹替 - 佐々木睦
ブラウン家の皮肉屋の隣人。気難しい性格。「街の自警団」の団長（会員はカリーのみ）としてパディントンを見張る。
サミュエル・グルーバー
演 - ジム・ブロードベント、日本語吹替 - 佐々木省三
骨董品屋でメアリーの友人。100歳を迎えるルーシー叔母さんへのプレゼントをパディントンと共に考える。
マドモアゼル・デュボイス
演 - マリエ・フランス・アルバレジ、日本語吹替 - 和優希
ブラウン家の前を自転車で走ることが日課の女性。毎朝、パディントンの作ったマーマレードサンドを食べている。
ジャフリ先生
演 - サンジーヴ・バスカー、日本語吹替 - 野川雅史
ブラウン家の近所に住む医師。鍵を忘れやすい。
ランカスター大佐
演 - ベン・ミラー、日本語吹替 - 金尾哲夫
ブラウン家の近所に住む元軍人。無愛想。
キッツ
演 - ジェシカ・ハインズ、日本語吹替 - 千種春樹
ブラウン家の近所で新聞屋を経営している女性。フェザーズというオウムを飼っている。
バーンズ
演 - ロビー・ギー、日本語吹替 - 中務貴幸
ゴミ収集車のドライバー。試験を控えており、パディントンに問題を出してもらっている。

### 刑務所
ナックルズ
演 - ブレンダン・グリーソン、日本語吹替 - 楠見尚己
刑務所で一番凶暴な囚人。シェフを担当していて、とても不味い料理を出す。マーマレードサンドを食べたことで改心し、パディントンに協力的になる。
スプーン
演 - アーロン・ニール、日本語吹替 - 岩崎ひろし
眼鏡をかけた囚人。パディントンに刑務所で生き残る術を教える。チョコケーキの作り方を知っている。
フィブス
演 - ノア・テイラー、日本語吹替 - 宮崎敦吉
ひょうきんな囚人。
Ｔボーン
演 - トム・デイヴィス、日本語吹替 - 天田益男
好戦的な囚人。パディントンをナックルズと戦わせようと仕向ける。イチゴのパンナコッタの作り方を知っている。
教授
演 - ジェイミー・デメトリウ、日本語吹替 - 長谷川敦央
囚人の一人。
ウォーカー
演 - コブナ・ホールドブルック・スミス、日本語吹替 - 竹田雅則
黒人の看守長。

### その他
マダム・コズロヴァ
演 - アイリーン・アトキンス、日本語吹替 - 宮沢きよこ
移動遊園地の主催者で占い師。グルーバーに飛び出す絵本を売る。
ジェラルード・ビグルスウエード判事
演 - トム・コンティ、日本語吹替 - 浦山迅
パディントンの裁判を担当した判事。パディントンが理髪店で働いていた際、たまたま留守番をしていたパディントンにより変な髪型にされた。ガートルードという妻を持つ。
バリー
演 - サイモン・ファーナビー、日本語吹替 - 梅津秀行
セントポール大聖堂の警備副主任代理。軽薄な態度をとる。前作では地理学者協会で働いていた。
フェリシティ・ファンショー
演 - ジョアンナ・ラムレイ、日本語吹替 - 庄司まり
「俳優エージェント」の社長。ブキャナンのマネージメントをしている。